# Chemtura
Chemtura Corporation was een producent van gespecialiseerde chemicaliën met hoofdkantoor in Philadelphia, in de Amerikaanse staat Pennsylvania. De onderneming is in 2005 ontstaan uit de fusie van twee bedrijven: Great Lakes Chemical Corporation (West Lafayette (Indiana)) en Crompton Corporation (Middlebury (Connecticut)). Chemtura had in 2011 een omzet van US$ 3 miljard dollar. In 2017 werd Chemtura overgenomen door het Duitse chemiebedrijf Lanxess.

## Activiteiten
De producten werden op 31 locaties in veertien landen gemaakt en in meer dan honderd landen verkocht. Er werkten ongeveer 4400 mensen.
In Nederland bezat Chemtura een fabriek aan de Ankerweg in Amsterdam, waar onder andere gewasbeschermingsmiddelen geproduceerd werden. De fabriek behoorde vroeger tot Crompton en Uniroyal en oorspronkelijk tot Philips-Duphar.

### Producten
Het productgamma van Chemtura bestond uit:
- gespecialiseerde smeermiddelen en olieadditieven;
- landbouwchemicaliën (pesticiden; producten voor zaadverbetering)
- polymeeradditieven waaronder vlamvertragers;
- organometaalverbindingen;
- huishoudelijke schoonmaakmiddelen;
- urethaan prepolymeren;
- ontsmettingsmiddelen en waterbehandelingsproducten voor zwembaden en whirlpools (verkocht in november 2013).

De producten werden toegepast in diverse sectoren zoals transport, elektronica, energie en landbouw.

## Geschiedenis

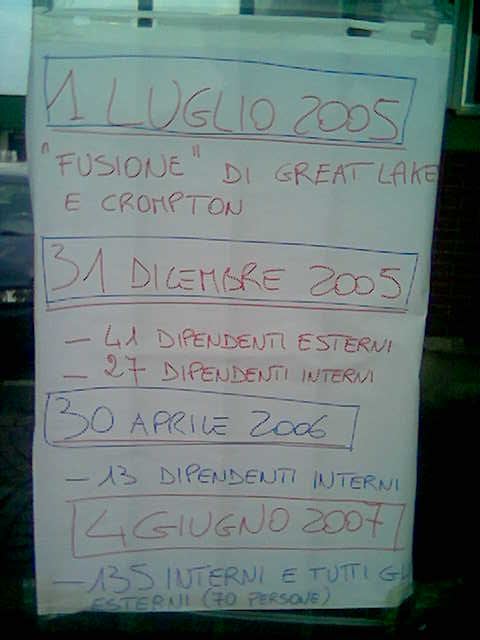
Aankondiging van ontslagen in Italië bij de herstructurering van Chemtura in 2007

### Voorlopers
On 1837 vond William Crompton een nieuw katoenweefgetouw uit. Hij richtte de Crompton Loom Works op in Worcester (Massachusetts). In 1879 fuseerde zijn bedrijf met de concurrerende firma van mechanische weefgetouwen L.J. Knowles and Brother Co uit Warren (Massachusetts). Zo ontstond de Crompton & Knowles Loom Works. Begin jaren 1950 nam die de Althouse Chemical Company over en veranderde in 1954 haar naam in Crompton & Knowles Corporation. In 1996 fuseerde ze met de Uniroyal Chemical Company, producent van onder meer rubberchemicaliën en gewasbeschermingsproducten, en in 1999 met Witco Corporation, een producent van specialistische chemicaliën, en werd Crompton Corporation.
De Great Lakes Chemical Company van haar kant werd in 1936 opgericht in Michigan voor het winnen van broom uit ondergrondse pekel- en zoutwatervoorraden. Het bedrijf produceerde later chemicaliën op basis van broom en werd de Great Lakes Chemical Corporation.

### Chemtura Corporation
In juli 2005 fuseerden Crompton Corporation en Great Lakes Chemical Corporation tot Chemtura Corporation. De fusie werd gevolgd door een herstructurering waarbij wereldwijd 10% van de banen geschrapt werd, in totaal ongeveer 620.
De bedrijfsresultaten verslechterden echter en in maart 2010 verklaarde Chemtura in de Verenigde Staten zich bankroet en vroeg bescherming tegen schuldeisers onder Chapter 11 met het oog op verdere herstructurering. De Chemtura-vestigingen buiten de Verenigde Staten vielen hier niet onder. In november 2010 werd de financiële herstructurering afgerond en de Chapter 11-bescherming verlaten.
In oktober 2013 kondigde Chemtura aan dat het de afdeling "Consumentenproducten", die chemicaliën voor zwembaden en whirlpools maakte, verkocht. De firma had eerder al de afdeling antioxidanten verkocht en de afdeling landbouwchemicaliën zou mogelijk ook verkocht worden.
In 2017 werd Chemtura overgenomen door Lanxess. Op het moment van de overname telde Chemtura ongeveer 2500 werknemers verdeeld over 20 locaties in 11 landen. Het realiseerde een jaaromzet van € 1,5 miljard, waarvan 45% in Noord-Amerika.